# Febrero (banda)
Febrero fue un grupo de música pop-rock formado a finales de 2006 en Tarragona (Cataluña). Sus componentes son Adrián Salvador (voz y guitarra), Xavi Carbonell (guitarra y coros), Xavi Escolar (bajo y coros)y Álvaro Hernández (batería). Se trata de una banda autogestionada e independiente. 

## Discografía

### EP/Sencillos
- Febrero (2007)
- Musicoterapia (2008)
- Feria pop (2009)

### Álbumes
- El abismo (2010, Starsky Records)
- Altos vuelos (2012, La Produktiva)
- YA! (2015, autoeditado)